# Merrilliobryum fabronioides
Merrilliobryum fabronioides là một loài rêu thuộc họ Myriniaceae. Đây là loài đặc hữu của Philippines. Môi trường sống tự nhiên của chúng là rừng khô nhiệt đới hoặc cận nhiệt đới. Chúng hiện đang bị đe dọa vì mất môi trường sống.